# Azada
Azada est un jeu vidéo d'objets cachés développé par Big Fish Studios Europe et édité par Big Fish Games, sorti en 2007 sur Windows, Mac, Nintendo 3DS et iOS.
Il a pour suite Azada: Ancient Magic.

## Accueil
- Jeuxvideo.com : 11/20 (3DS)[1]